# Мала Андріївка (Барвінківський район)
Мала Андріївка — колишнє село в Барвінківському районі Харківської області, підпорядковувалося Подолівській сільській раді.
Зняте з обліку 1997 року.
Село знаходилося на лівому березі річки Сухий Торець; нижче по течії за 1 км на протилежному березі — Олександрівка.

## Принагідно
- Перелік актів, за якими проведені зміни в адміністративно-територіальному устрої України
- Мапіо